# 북부흉내지빠귀

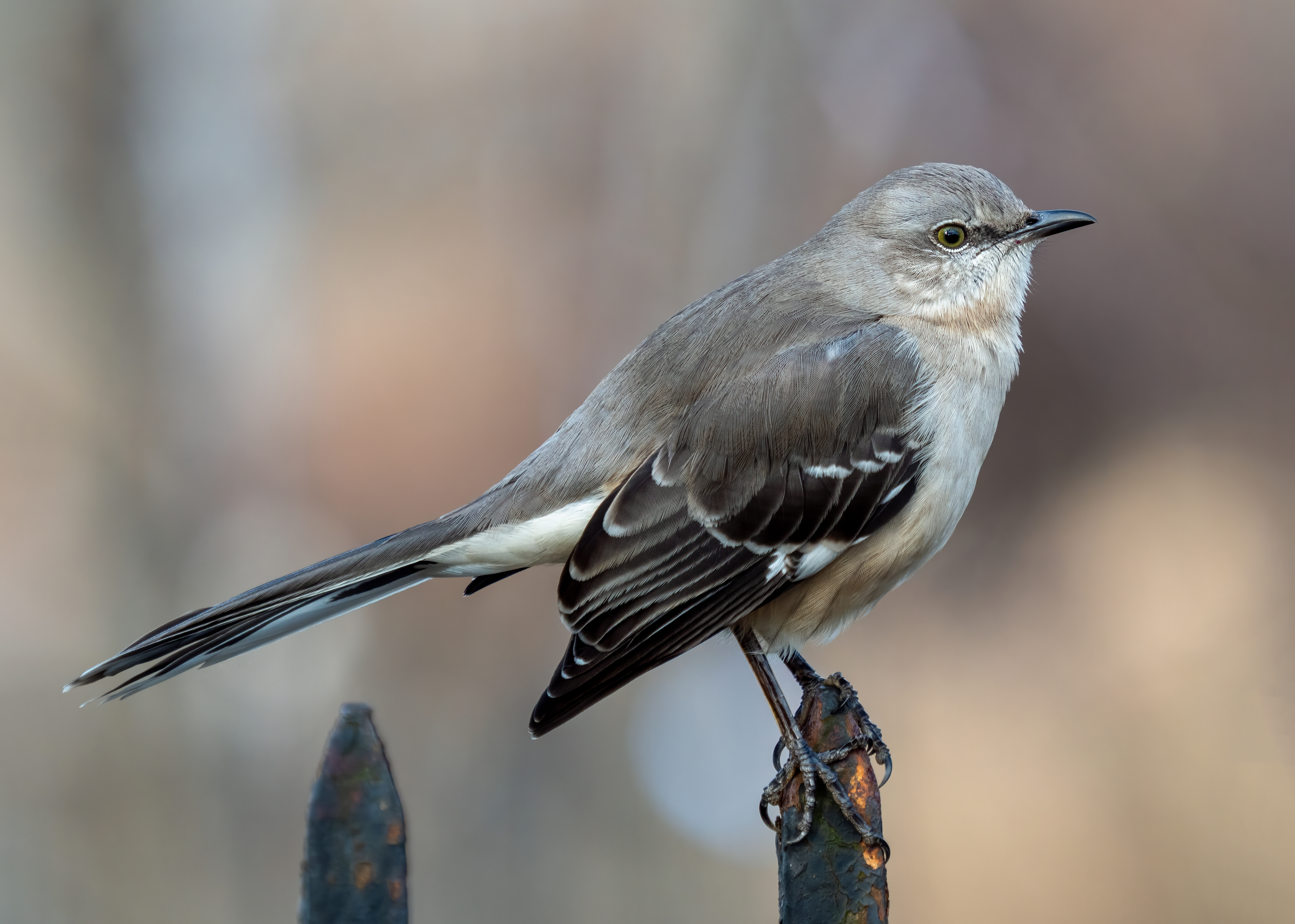
뉴욕시의 성체

북부흉내지빠귀(Mimus polyglottos)는 흉내지빠귀과에 속하는 북아메리카에서 흔히 발견되는 흉내지빠귀이다. 이 종은 카리브해 일부 지역과 하와이 제도에서도 발견되며 유럽에서는 거의 관찰되지 않는다. 일반적으로 해당 지역 대부분에 걸쳐 이주를 하지만 북부흉내지빠귀는 악천후나 겨울이 시작되기 전에 더 남쪽으로 이동할 수 있다. 북부흉내지빠귀는 윗깃털이 회색에서 갈색까지이고 배는 더 옅다. 꼬리와 날개에는 비행 중에 눈에 보이는 흰색 반점이 있다.
이 종은 새의 울음소리와 인공 및 전자 소음을 포함한 기타 유형의 소리를 흉내내는 능력으로 유명하다. 연구에 따르면 학습된 위협 평가를 기반으로 개인을 식별하고 다르게 대우하는 능력이 있는 것으로 나타났다. 잡식성이며 과일, 무척추동물, 작은 척추동물을 먹는다. 개방된 지역, 개방된 삼림 지대 및 숲 가장자리에서 흔히 발견되며, 도시화된 지역에서 매우 흔하다. 이 종은 캐나다 남동부에서 미국 전역에 걸쳐 대앤틸리스 제도까지 번식한다. 국제자연보전연맹(International Union for Conservation of Nature)에서는 최소관심종으로 분류되어 있다.
흉내지빠귀는 미국 문화에 영향력이 있으며 5개 주의 주를 상징하는 새로 책 제목, 노래, 자장가에 등장하고 대중 문화에도 등장한다.